# El paraíso de las damas
El paraíso de las damas (título original en francés: Au Bonheur des Dames) es el volumen número once de la serie Les Rougon Macquart, de Émile Zola, publicado en el año 1883.

## Argumento
El paraíso de las damas narra la historia de una joven provinciana, Denise Baudu, que llega a París tras la muerte de sus padres en busca de ayuda. La acompañan sus dos hermanos menores, Jean y Pepé. Se dirigen a la tienda de su tío, que en su día les había prometido su apoyo. Denise había trabajado en su ciudad como dependienta en una tienda de ropa y esperaba que su tío la emplease en la suya, "El Viejo Elbeuf". Pero el pequeño comercio de aquella zona de París (situado un poco al norte de la Ópera) está en declive por la competencia de unos grandes almacenes, "El Paraíso de las Damas". Estos nuevos grandes almacenes están acarreando la ruina de los antiguos comerciantes, incapaces de adaptarse a los nuevos gustos de la época.
Tras diversos avatares Denise entra de dependienta en "El Paraíso de las Damas", con gran disgusto de su familia. Los principios fueron muy difíciles para la muchacha, pero su carácter sereno, su bondad y su honestidad van consiguiendo que, poco a poco, vaya ascendiendo en el complicado organigrama de la empresa.
Paralelamente a la historia de Denise y de su familia, la novela nos narra el ascenso y el triunfo de Octavio Mouret, el propietario de los grandes almacenes y antagonista de la pobre muchacha.
A diferencia de la mayoría de las novelas del ciclo de los Rougon-Macquart, el desenlace de la historia no acaba con la derrota de los humildes y de los bondadosos a manos de los egoístas y de los poderosos.

## Personajes principales
- Denise Baudu, la heroína de la novela. Es una humilde y provinciana muchacha que logra, gracias a su honradez, su tranquilidad de espíritu y su sentido de la compasión y la solidaridad triunfar en la dura lucha por la vida con que se encuentra a su llegada a París. No muy bella exteriormente, mal vestida, insegura, pobre y tímida, poco a poco va venciéndose a sí misma y ante los demás. Ignorante de las formas externas del amor, sufre interiormente sus embates, pero se mantiene fiel a una honestidad y dignidad personal. Se sacrifica por sus hermanos pequeños e intenta ayudar a su familia ante la bancarrota de su negocio de telas a la antigua.
- Octavio Mouret. Es la figura opuesta a Denise. Viudo joven, es un triunfador en los negocios y en las relaciones con las mujeres. Lo tiene todo, pero no se conforma nunca; su ideal es crecer y seguir creciendo en todo, sin ponerse límites en nada. No tiene reparos en hundir en la miseria a los pequeños comerciantes que rodean su espléndido "Paraíso de las Damas"; las mujeres para él son o bien un capricho o una palanca que le ayuden a seguir escalando. Vive en continua agitación. Hasta que encuentra alguien que no se somete a sus deseos o sus caprichos. Denise se convertirá, sin siquiera ella pretenderlo, en la mujer en quien todas las demás mujeres encontrarán su ocasión de vengarse de ese tirano. Este será el argumento dramático de la novela, que no se resolverá sino en la última página (quizás de una forma demasiado rápida). Octavio Mouret es el repreentante en esta novela de la familia Rougon-Macquart, pues es precisamente hijo de dos primos de ambas ramas. En la novela anterior de la serie, Pot-Bouille (1882) de describen los inicios de la carrera de Mouret en París.
- Alrededor de estos dos personajes se moverán tres grupos bien delimitados: Primero, los empleados y empleadas de los grandes almacenes, sobre quienes planea la lucha por escalar puestos, enfrentados los unos con los otros. Después, los propietarios de los pequeños comercios que rodean "El Paraíso de las Damas". Son los absolutos perdedores, los incapaces de adaptarse al nuevo ritmo de los tiempos. Simbólicamente, el entierro de dos de estos personajes y el derrumbamiento de una pequeña tienda de paraguas marcan la desaparición de esa clase social de los pequeños comerciantes. Y, finalmente, el grupo de mujeres de la burguesía con sus amores y vicios secretos, las destinatarias y víctimas de la perfidia publicitaria de los grandes almacenes que consiguen hacerse dueños de ellas seduciéndolas bajo al imagen de adorarlas a través de la exaltación de la belleza y el lujo.

## Significación
El nacimiento y desarrollo durante el Segundo Imperio de los Grandes Almacenes son el gran protagonista de la novela, al igual que la creación de Les Halles de París lo habían sido de la novela El vientre de París. En más de un sentido, estas dos novelas son complementarias para que Zola nos pueda ofrecer una imagen del desarrollo material que supone el imperio de Napoleón III, desarrollo que se acompaña con una degradación moral paralela. De la misma manera que en la descripción del gran mercado central se mezclaba la admiración por la espléndida creación artística y moderna con la denuncia de la mezquindaz de quienes allí trabajaban y compraban, aquí los Grandes Almacenes y su febril actividad son descritos como algo, a la vez, grandioso y destructor: "Aquel edificio, escribe Zola, era la catedral del comercio moderno, resistente y airosa, construido para todo un pueblo de compradoras" (pág.353). Y también, al referirse a la finalización de las obras de extensión del comercio: "Al fin estaba concluido el palacio, el templo dedicado al culto de los locos despilfarros de la moda. Dominaba el barrio, extendía sobre él su sombra" (pág.584).
Ya al final de la novela, concluido el éxito comercial, el novelista reflexiona a través de los pensamientos de Mouret, y esas reflexiones constituyen la idea central de la novela: "Y Mouret seguía contemplando, entre aquel llamear, a su femenino pueblo [...] Ya empezaba la gente a marcharse, se marchaban medio rendidas, con la misma voluptuosidad satisfecha y la misma vergüenza sorda que proporciona la consumación de un deseo en lo más recóndito de un hotel de mala fama. Y era él quien las había poseído así, quien las tenía a su merced con aquel continuo agolpamiento de mercancías; [..] reinaba sobre todas las mujeres con la brutalidad de un déspota, cuyo capricho llevaba a la ruina a los hogares. Aquella creación suya instauraba una religión nueva; la fe tambaleante iba dejando desiertas, poco a poco, las iglesias, y su bazar las sustituía en las almas, ahora desocupadas" (pág. 637).

## Versiones cinematográficas
Existen dos versiones cinematográficas francesas con el mismo título que el de la novela Au bonheur des dames: la primera de ellas muda, dirigida en 1930 por Julien Duvivier; la segunda, por André Cayatte en 1943.
En el 2012 la BBC emitió una serie llamada de The Paradise, el argumento es ligeramente distinto, y la acción transcurre en Inglaterra. Consta de dos temporadas.

## Recepción de la novela en España
La primera traducción al español de la novela tenía el título de A la dicha de las damas y apareció en 1885 en Alfredo de Carlos Hierro, cuando ya Zola era un autor muy conocido en España y se acababa de traducir su última novela, Germinal. En el catálogo de la Biblioteca Nacional de España consta un ejemplar de esa misma editorial, fechado en 1905. A diferencia de otras novelas más conocidas de la saga, El Paraíso de las Damas solo se encuentra hoy disponible bajo dos sellos editoriales distintos, ambos con idéntica traducción, de 1999, debida a María Teresa Gallego Urrutia y a Amaya García Gallego. Las editoriales son Alba en la serie "Alba Clásica" y Debolsillo.